# 210874 Perijohnson
210874 Perijohnson este o planetă minoră (asteroid) din centura de asteroizi. A fost descoperită pe 12 septembrie 2001 la Observatorul Național Kitt Peak de Marc Buie⁠(d). 
Obiectul prezintă o orbită caracterizată de o semiaxă mare de 3,1175988418152 UAi, o excentricitate de 0,1454023383145, o înclinație de 3,323192901593 ° în raport cu ecliptica.